# Ratolí espinós daurat
El ratolí espinós daurat (Acomys russatus) és una espècie de rosegador de la família dels múrids. Viu a altituds de fins a 2.000 msnm a Egipte. Israel, Jordània, l'Aràbia Saudita i el Iemen. Es tracta d'un animal diürn i insectívor. El seu hàbitat natural són les zones rocoses. És una espècie en risc mínim, és a dir, no sembla que hi hagi cap amenaça significativa per a la seva supervivència.